# Юшков, Леонид Павлович
Юшков Леонид Павлович (1890—1970) — советский экономист, доктор экономических наук, профессор.
Леонид Павлович Юшков сделал попытку «определить норматив эффективности капитальных вложений». Занимался изучением организации и планирования металлургического производства. В начале 1930х годов работал в Сормово. Был заведующим кафедрой экономики металлургического производства в Ленинградском политехническом институте. Умер в 1970 году.

## Основные труды
- Шперлих А. Накладные расходы в себестоимости производства / перевод с нем. Л. Арндт, с дополнениями и под ред. Л. П. Юшкова. М.; Л., 1927.
- Основной вопрос плановой методологии // Вестник финансов. 1928. № 10.